# ويكيبيديا الأذرية الجنوبية
ويكيبيديا الأذرية الجنوبية (بالأذرية الجنوبية:تۆرکجه ویکی‌پدیا) هي النسخة الأذرية الجنوبية من موسوعة ويكيبيديا انطلقت في يوليو 2015 وفي 23 مارس 2025 وصل عدد مقالاتها إلى 243٬988، وبعدد 54٬855 عضو مسجل و 459 ملف مرفوع.